# Bugatti Type 50
Bugatti Type 50 – samochód osobowy produkowany przez francuskie przedsiębiorstwo motoryzacyjne Bugatti od roku 1931.
Łącznie skonstruowano zaledwie 65 egzemplarzy pojazdu Bugatti Type 50 (w tym również samochody wyścigowe).

## Dane techniczne

### Silnik
- Silnik: S8 4972 cm3[1]
- Moc maksymalna: 200 KM (164 kW)[1]

### Osiągi
- Przyspieszenie 0-97 km/h: 8 sek.[1]
- Prędkość maksymalna: 170 km/h[1]